# Andrew Hutchinson
Andrew Hutchinson (* 24. března 1980 Evanston, Illinois USA) je bývalý americký profesionální hokejista, který nastupoval v NHL (Nashville Predators, Carolina Hurricanes, Tampa Bay Lightning, Dallas Stars a Pittsburgh Penguins) a KHL (Barys Astana a KHL Medveščak). Byl také reprezentantem USA na Mistrovství světa v ledním hokeji 2007.